# E-hon

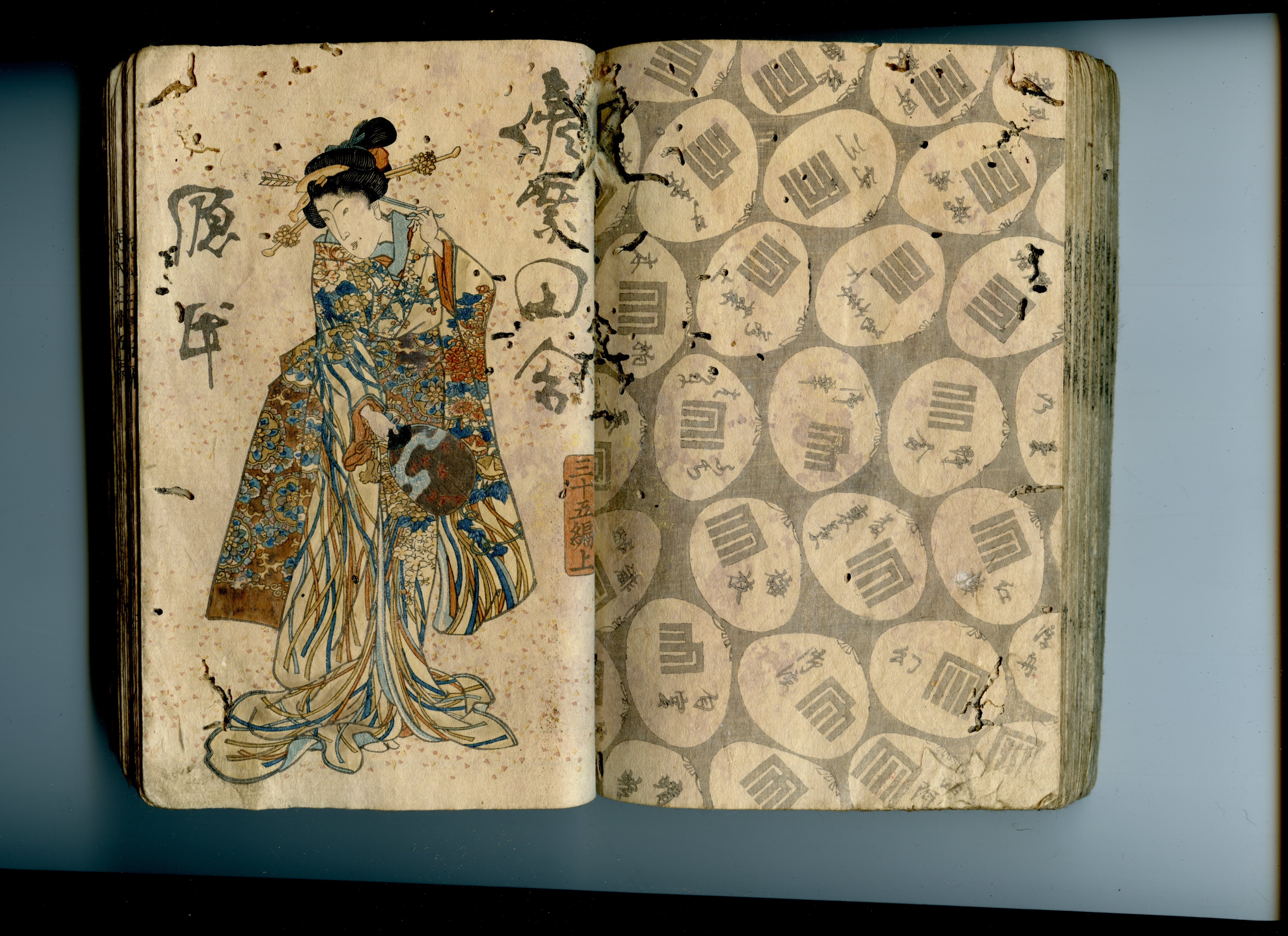
Páginas da série e-hon gōkan Nise Murasaki inaka Genji. A série durou, em seu lançamento original, de 1829 a 1842. Autoria de Ryūtei Tanehiko e ilustração de Utagawa Kunisada.

E-hon ou ehon (絵本) é a denominação dada aos livros ilustrados do Japão. Pode ser aplicada como termo geral para esse tipo de publicação, mas  também aos volumes ilustrados e seriados para leitores intermediários comuns da metade do período Edo em diante. Os e-hon eram tradicionalmente produzidos em xilogravura com papeis washi, que eram dobrados ao meio para que ambos os lados obtivessem a impressão, quando então eram encadernados com filetagem. Eram geralmente escritos em tinta preta (sumi), com coloração farta na capa e limitada nas páginas. É tido que o formato do mangá foi criado a partir da combinação do e-hon com os quadrinhos ocidentais.